# Werner Kyrieleis

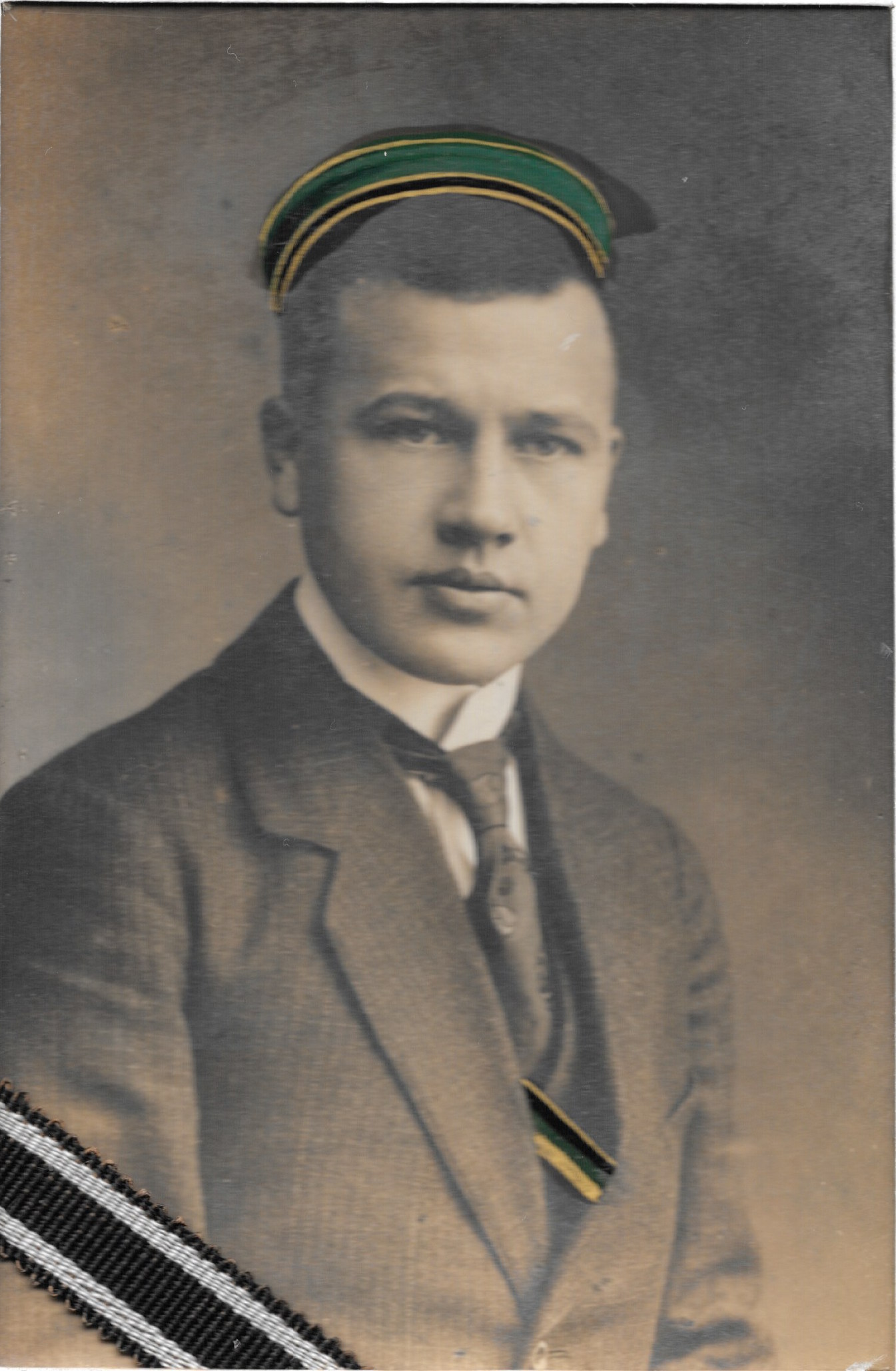
Als Student der Universität Göttingen

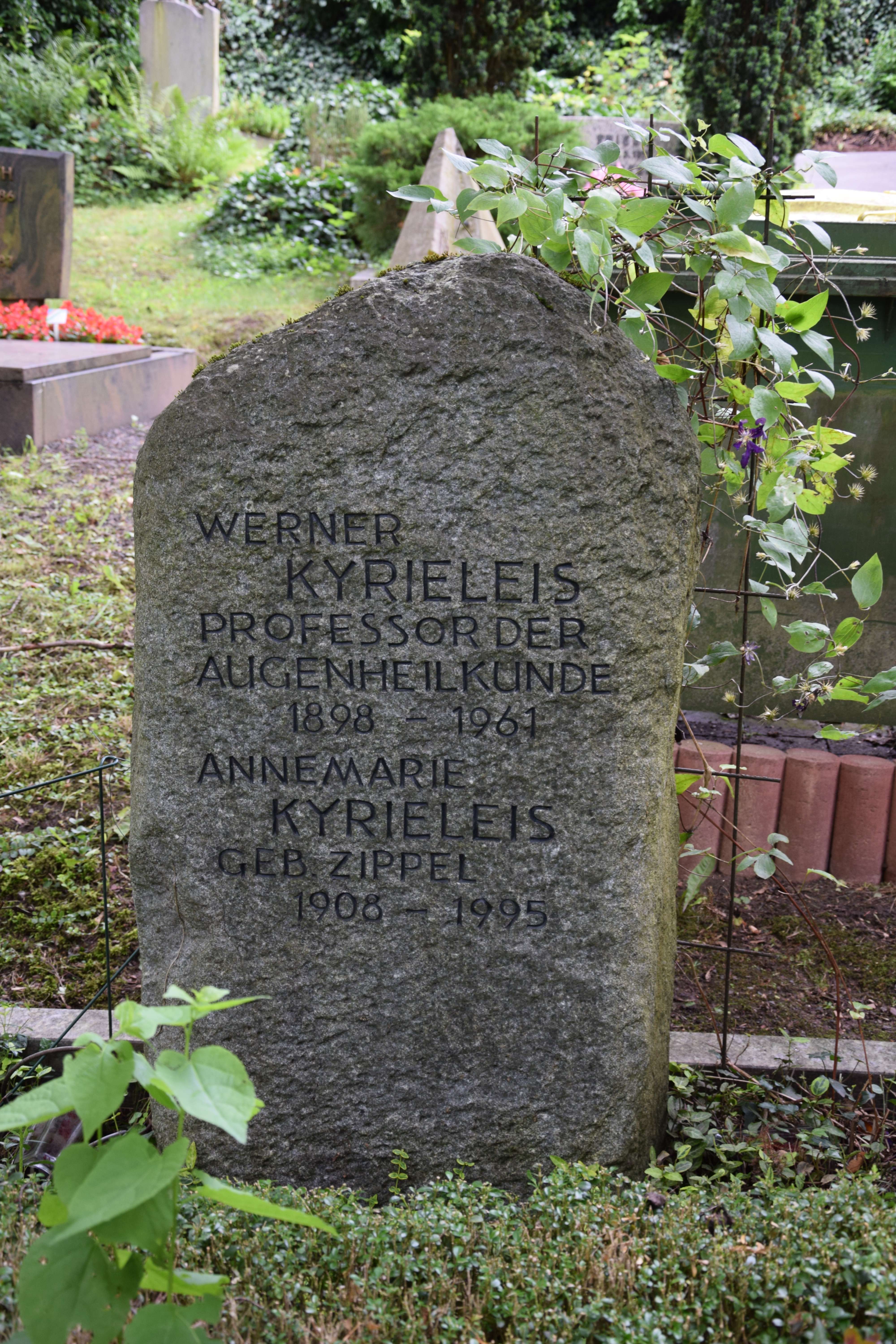
Grab von Werner Kyrieleis auf dem Marburger Hauptfriedhof (2017)

Werner Kyrieleis (* 20. September 1898 in Hameln; † 4. Januar 1961 in Marburg) war ein deutscher Augenarzt und Hochschullehrer.

## Leben
Kyrieleis war der Sohn eines Augenarztes. Nach dem 1916 abgelegten Abitur trat er als Fahnenjunker ins deutsche Heer ein und nahm noch im gleichen Jahr am Ersten Weltkrieg teil, ab 1917 als Leutnant. Mehrfach ausgezeichnet nach Kriegsende aus der Armee entlassen absolvierte er ein Medizinstudium an den Universitäten Göttingen, Gießen und Freiburg im Breisgau. 1919 wurde er im Corps Hercynia Göttingen aktiv. Nach Studienende wurde er 1924 in Freiburg zum Dr. med. promoviert. Anschließend war er Assistent an der Universitätsaugenklinik in Halle bei Franz Schieck, dem er Anfang April 1925 an die Universität Würzburg folgte. In Würzburg habilitierte er sich 1929 für Augenheilkunde und wirkte dort als Privatdozent. Er ließ sich 1932 an die Universität Hamburg umhabilitieren, wo er am Universitätsklinikum Hamburg-Eppendorf als Oberarzt wirkte sowie 1934 zum außerordentlichen Professor berufen wurde und Luftfahrtmedizin lehrte.
Kyrieleis, der am Kapp-Putsch teilgenommen hatte, hatte sich in der Weimarer Republik 1924 dem Stahlhelm angeschlossen. Zur Zeit des Nationalsozialismus war er 1933/1934 Anwärter bei der Reiter-SS und ab 1937 Mitglied der SS, wo er den Rang eines Oberscharführers erreichte. Für die Waffen-SS wurde er schließlich als Augenarzt tätig. Des Weiteren war er Mitglied der NSV, des NS-Dozentenbundes, des NS-Ärztebundes sowie des NS-Fliegerkorps. Der NSDAP trat er 1937 bei (Mitgliedsnummer 4.956.427).
Kyrieleis bekleidete ab 1941 zunächst als Extraordinarius und ab 1944 als ordentlicher Professor den Lehrstuhl für Augenheilkunde an der Universität Gießen und wurde Direktor der Augenklinik. Während des Zweiten Weltkrieges war er im Rang eines Oberstabsarztes auch Beratender Facharzt für Augenkrankheiten beim Chef des Sanitätswesens der Luftwaffe.
Nach Kriegsende befand er sich bis 1947 in alliierter Internierung. Nach seiner Entlassung konnte er nicht auf seinen Lehrstuhl zurückkehren und praktizierte als Augenarzt in Gießen. Infolge eines Spruchkammerverfahrens wurde er als Mitläufer (Gruppe 4) entnazifiziert.
Kyrieleis wurde 1951 auf den Lehrstuhl für Augenheilkunde an die Universität Marburg berufen, wo er bis zu seinem Tod lehrte und die Universitätsaugenklinik leitete. Er forschte zu „Augensymptomen bei Nervenkrankheiten und Netzhauterkrankungen bei Allgemeinleiden“. Von Kyrieleis stammt der Ausdruck „Hirndruckpapille“ zur genaueren Charakterisierung eines Entstehungsmechanismus von Papillenschwellung.

## Schriften (Auswahl)
- Über das Vorkommen und die Entstehung streifiger Pigmentablagerungen auf der Pleura Pulmonalis, Springer, Berlin 1923 (zugleich Med. Dissertation an der Universität Freiburg 1924)
- Über Stauungspapille: Klinische, anatomische und experimentelle Untersuchungen, Springer, Berlin 1929. In: Archiv für Ophthalmologie, Band 121 (zugleich Med. Habilitationsschrift, Universität Würzburg 1929)
- Pupillotonie und Adie-Syndrom. Marhold, Halle (Saale) 1951 (= Sammlung zwangloser Abhandlungen aus dem Gebiete der Augenheilkunde. N. F., Heft 2).
- Klinik der Augensymptome bei Nervenkrankheiten (Ein Leitfaden für die Praxis). de Gruyter, Berlin 1954
- Geschichte der Augenheilkunde und der Universitäts-Augenklinik in Marburg a.d. Lahn. Elwert, Marburg 1958 (= Schriftenreihe der Philipps-Universität Marburg. Band 4 [vielmehr 5]).